# MCアブドゥル
アブド・ラフマン・アル＝シャンティ（2008年9月14日 - ）は、プロとしてはMCアブドゥルまたはMCAアブドゥルとして知られるパレスチナのラッパーで、出身はパレスチナ・ガザである。彼は自由についてのラップを歌ったことで人気を博し、ガザの学校の前で披露した映像はソーシャルメディアで数十万回視聴された。2023年8月現在、彼の「Shouting At The Wall」と「Palestine」というビデオは、YouTubeだけでもそれぞれ93万回以上と70万回以上の再生回数を記録している。

## 生い立ち
アブド・ラフマン・アル＝シャンティはガザで生まれた。アル＝シャンティの母親は2007年頃、エジプトでCNV出血を治療するための手術を受けたが、アル＝シャンティによれば、ガザへの封鎖のために母親は手術を続けることができなかったと述べている。彼は9歳でラップと歌の作詞を始めた。彼はお気に入りの曲のカバーバージョンを録音し、友達やオンラインで共有することを始めた。彼の家族はEminemや同じくパレスチナ出身のDJ Khaledなどのアーティストを彼に紹介した。アブドゥルは彼のお気に入りのアーティストの1人として、前者を含む4人のアーティストのうちの1人と考えている。他の3人はNF、2パック、Jay-Zである。彼はフェロー・パレスチナ人のモハメッド・アッサフと同様にアラブ・アイドルに出演したいと語った。

## 経歴
2020年、アル＝シャンティはガザで爆撃を受けたパレスチナの家族を代弁した。 その曲をリリースした後、エンパイア・ディストリビューションが彼に注目した。 MCアブドゥルは、困難な時期に対処するための手段としてラップの重要性について語り、「ペンで綴るとき、俺の力は無敵だ。マイクの前だけが唯一の逃避路だ」と述べた。

## シングル
- "Shouting At The Wall" (2021)[11][12]
- "Palestine [FREEVERSE]" (2021)[13]
- "Better Life" (2021)[14]
- "My Only Way to Voice" (2021)[15]
- "I May Be Young" (2021)[16]
- "MC Abdul Raps With His Friends At School!" (2020)[17]

## 関連文献
- 島村一平 編『辺境のラッパーたち 立ち上がる「声の民族誌」』青土社、2024年6月。ISBN 978-4-7917-7654-2。